# Kiskerény
Kiskerény (1899-ig Kurimján, szlovákul: Kurimany, németül: Kirn) község Szlovákiában, az Eperjesi kerület Lőcsei járásában.

## Fekvése
Lőcsétől 5 km-re délnyugatra, Iglótól 6 km-re északra fekszik.

## Nevének eredete
Neve a latin Quirinus Sanctus (Szent Kvirin, magyarosan Kerény) névből származik. Névadója a Sabariában vértanúságot szenvedett sisciai püspök, aki ma is a falu védőszentje.

## Története
A régészeti leletek tanúsága szerint területén már az i. e. 2500 körüli időben éltek emberek. Az első szláv település a 8. században jött létre itt.
A tatárjárást követően 1250 körül a környező településekhez hasonlóan szászokkal telepítették be. Alapítója egy Frigyes nevű comes volt. Első írásos említése 1298-ból származik „Villa Quirínia” alakban abban az oklevélben, melyben a 24 szepességi királyi település plébániáit sorolják fel. Lakóit szabadságjogokkal és kiváltságokkal ruházták fel. 1465-ben Szepes várát tartozékaival, köztük Kerénnyel együtt Szapolyai Imre szerezte meg. Ettől kezdve a település az uradalom részeként elveszítette korábbi kiváltságait és a többi adózó falu közé esett vissza. Módosabb szász polgárai Lőcsére költöztek. 1605. november 9-én Bocskai hajdúi támadták meg a falut és három ház kivételével mindent felégettek. 1619-ben és 1677-ben újból leégett a falu. 1700-ban Kiskerénynek 33, többségben szász lakosa volt. 1731-ben 52, 1752-ben 51-en lakták. Időközben erőteljes szlovák betelepülés történt a községbe. 1784-ben a népesség összeírásban 11 házban 81 lakost számláltak.
A 18. század végén Vályi András így ír róla: „KURIMAN. Kirn. Tót falu Szepes Várm. földes Ura G. Csáky Uraság, lakosai katolikusok, fekszik Haribócshoz nem meszsze, mellynek filiája, határjának 1/3 része soványas, legelője jó, más javai is vagynak.”
1831-ben 124-en lakták. Lakói főként mezőgazdaságból éltek.
Fényes Elek 1851-ben kiadott geográfiai szótárában így ír a faluról: „Kurimján, (Kirn), Szepes vmegyében, tót falu, Harikócz fil. 145 kath. lak. F. u. gr. Csáky.”
Az első világháborúban 37 kerényi férfi harcolt a frontokon. A trianoni diktátum előtt Szepes vármegye Lőcsei járásához tartozott.
1939-ben a katasztrofális higiéniai viszonyok miatt tífuszjárvány dúlt a községben, melynek 7 lakos esett áldozatául. A falut 1944 decemberében bekapcsolták az elektromos hálózatba. Előbb magyar, majd német egységek vonultak be a településre, amelyet 1945. január 27-én foglalt el a szovjet hadsereg. Termelőszövetkezete 1957-ben alakult.

## Népessége
| Év:            | 1994. | 2004.   | 2014.   | 2024.   |
| -------------- | ----- | ------- | ------- | ------- |
| Emberek száma: | 347   | 367     | 369     | 390     |
| Eltérés:       |       | +5,76 % | +0,54 % | +5,69 % |

| Év:            | 2023. | 2024.   |
| -------------- | ----- | ------- |
| Emberek száma: | 383   | 390     |
| Eltérés:       |       | +1,82 % |

1870-ben 173 lakosa volt.
1910-ben 195, túlnyomórészt szlovák lakosa volt.
2001-ben 359 lakosából 356 szlovák volt.
2011-ben 379 lakosából 371 szlovák.

## Nevezetességei
Szent Kvirin tiszteletére szentelt római katolikus temploma a 17. században épült barokk stílusban, a korábbi gótikus templom helyén. Később többször megújították. Keresztelőmedencéje 14. századi gótikus, szintén gótikus oltárának szobrait Lőcsei Pál mester készítette 1510 körül.